# 城英一郎
城 英一郎（じょう えいいちろう、1899年（明治32年）4月1日 - 1944年（昭和19年）10月25日）は、日本の海軍軍人。海兵47期。最終階級は海軍少将。

## 生涯
1899年（明治32年）4月1日、熊本県熊本市東坪井町26番地に蚕糸業を営む城喜又と梅の4人兄弟姉妹の長男として生まれる。県立熊本中学校を経て、海軍兵学校および陸軍士官学校（第31期）を受験し、双方に合格している。1916年（大正5年）8月31日、海軍兵学校47期に151名中28位の成績で入校。1919年（大正8年）10月9日、海軍兵学校を成績順位115名中第28位で卒業、海軍少尉候補生となる。
1923年（大正12年）12月1日海軍大尉進級。1925年（大正14年）1月7日、霞ヶ浦海軍航空隊教官兼分隊長となる。霞ヶ浦海軍航空隊では副長の山本五十六に操縦を教授する。1926年8月20日、中村千代子と結婚。千代子の姉・静子は山本栄（最初の神風特攻隊が編成された201空の司令）の夫人。
1930年（昭和5年）12月1日、海軍大学校甲種第30期学生となる。在学中の1931年（昭和6年）12月1日に海軍少佐に進級。1932年（昭和7年）11月26日、海軍大学校甲種を成績順位21名中第6位で卒業。卒業時の作業答案を航空本部技術部長である山本五十六に提示した。特別攻撃のことを話し合い、最後の手は「肉弾体当たり」「操縦者のみで爆弾搭載射出」と話した。さらに山本に将来の機種に対する意見を求めた。
1940年（昭和15年）11月1日、軍令部出仕。11月15日、海軍侍従武官兼軍事参議院幹事。1941年（昭和16年）10月15日、海軍大佐に昇進。12月、太平洋戦争開始。
1943年（昭和18年）6月5日、山本五十六の国葬に参列。22日、特攻隊の構想をまとめる。28日に作案。実現のため専門家に協力を求めており、6月29日に艦政本部、6月30日に航空本部第一部第一課の宮川義平、造兵監督官・森川敏人を訪れ爆撃効果、機材関係について聞いている。6月29日に航空本部総務部長大西瀧治郎にも会って意見を求めている。大西は「意見は了とするがまだその時ではない」と答えた。7月2日にも再度大西に上申した。城の日記には、特攻は上官の命令によって実行するものではないこと、上も考慮が必要だろうから黙認と機材と人材さえあれば足りることを記述している。城のこの構想は後に大西が開始した神風特別攻撃隊につながっている。城は7月17日に具体的な編成などをさらに研究した。それが「特殊航空隊ノ編成ニ就テ」として作成された。
1944年（昭和19年）1月20日、横須賀鎮守府附兼特務艦「摂津」艦長。1944年（昭和19年）2月15日、航空母艦千代田の艦長を拝命。6月のマリアナ沖海戦での敗北後、体当たり攻撃以外に戦勢を回復する手段はないと結論を出し、機動部隊長官小沢治三郎中将、連合艦隊司令長官豊田副武大将、軍令部総長及川古志郎大将に対して特攻隊の構想を上申する。
1944年10月25日、小沢中将指揮下でレイテ沖海戦に参戦し囮艦隊としてハルゼー大将率いる艦隊の誘引に成功したが、敵空母艦上機及び敵巡洋艦隊の攻撃によって千代田は撃沈された。乗員に救助されたものはおらず、城大佐を含め総員が戦死した。享年45。海軍少将特別進級。1968年（昭和43年）6月29日、勲二等旭日重光章が追贈された。
墓所は横浜市瀬谷区観正寺に所在。

## 「特殊航空隊ノ編成ニ就テ」
1. 目的『ソロモン』『ニューギニア』海域の敵艦船を飛行機の肉弾攻撃に依り撃滅するに在り。
2. 編成の大要
  1. 固有兵力　陸上偵察機　半隊（整備員は適宜臨時増量し、爆撃機の整備を担当せしむ）消耗兵力　攻撃機　制限なし。搭乗員以外は最小限とす。
  2. 攻撃機搭乗員者は操縦者一人のみとし、決死の志願者を募集採用し（差当り11AFより採用す）
  3. 攻撃機の機材　250キロトン爆弾以上を携行し得る陸上（艦上）機とし制限なし（差当り艦爆程度を適当とし、旧式機にても差支えなし、必要以外の艤装を撤去す。）
3. 使用基地
『ショートランド』　『ニューブリテン』方面の基地を使用す。
4. 攻撃要領
  1. 偵察機により日施哨戒を行い敵艦船を発見次第爆撃機を発進攻撃す。
  2. 攻撃は爆弾携行の体当たりとす。
  3. 攻撃機の誘導に偵察機を使用することあり。
5. 指揮官
差当り小官を指揮官に命ぜられ度、適宜後継者に譲る。

特殊攻撃機性能要求
- 単座機
- 最高速度…200ノット以上（時速370km）
- 航続距離…800海里（1481.6km）
- 兵装…500キロ爆弾1個（現用陸用爆弾充当）
- 急降下爆撃機及空戦性能を必要とせず。
- 木製にて可
- 計器　速力計、高度計、羅針盤、発動機関係も最小限度とす。
- 儀装は極力簡単とし、大量生産に適せしむ。（差当りは艦爆、艦攻を充当、旧式にても可）

特殊攻撃機1機の攻撃による予期する効果
- 主力艦…艦橋。砲火指導所等の爆砕により重要戦力を喪失せしむ。或は艦尾水線付近に自爆、推進器及舵機を破壊、運動力を喪失せしむ。
- 航空母艦…飛行甲板に急降下自爆し大中破、飛行機発着不能ならしむ。特空母に対しては水線付近に自爆、撃沈を予期し得べし。
- 巡洋艦…艦橋又は水線付近に自爆、大破又は撃沈。
- 駆逐艦…仝右撃沈。
- 輸送船…水線付近に自爆撃沈。

## 年譜
- 1899年（明治32年）4月1日 - 熊本県熊本市東坪井町生れ
- 1916年（大正5年）8月31日 - 海軍兵学校入校 入校時成績順位151名中第28位
- 1919年（大正8年）10月9日 - 海軍兵学校卒業 卒業時成績順位115名中第28位・任 海軍少尉候補生・装甲巡洋艦「吾妻」乗組
  - 11月24日 - 練習艦隊遠洋航海出発 鳥羽~佐世保~基隆~馬公~香港~シンガポール~コロンボ~アデン~ポートサイド~ナポリ~マルセイユ~トゥーロン~ビゼルタ~マルタ~ポートサイド~コロンボ~バタヴィア~マニラ~志布志方面巡航
- 1920年（大正9年）5月13日 - 帰着
  - 5月31日 - 戦艦「扶桑」乗組
  - 8月1日 - 任海軍少尉
- 1921年（大正10年）3月15日 - 2等巡洋艦「明石」乗組
  - 11月1日 - 横須賀鎮守府附
  - 12月1日 - 海軍砲術学校普通科学生
- 1922年（大正11年）4月8日 - 海軍水雷学校普通科学生
  - 7月12日 - 巡洋戦艦「比叡」乗組
  - 12月1日 - 任 海軍中尉
- 1923年（大正12年）2月10日 - 霞ヶ浦海軍航空隊附
  - 5月21日 - 霞ヶ浦海軍航空術科学生
  - 5月31日 - 霞ヶ浦海軍航空隊附
  - 12月1日 - 任 海軍大尉
- 1925年（大正14年）1月7日 - 霞ヶ浦海軍航空隊教官兼分隊長
- 1927年（昭和2年）11月15日 - 横須賀海軍航空隊附
- 1928年（昭和3年）4月1日 - 航空母艦「赤城」分隊長
  - 12月10日 - 航空母艦「鳳翔」分隊長
- 1929年（昭和4年）11月15日 - 霞ヶ浦海軍航空隊分隊長兼教官
- 1930年（昭和5年）12月1日 - 海軍大学校甲種第30期学生
- 1931年（昭和6年）12月1日 - 任 海軍少佐
- 1932年（昭和7年）11月26日 - 海軍大学校甲種卒業 卒業時成績順位21名中第6位
  - 12月1日 - 横須賀海軍航空隊飛行隊長兼教官
  - 12月27日 - 兼 海軍砲術学校教官
- 1933年（昭和8年）2月2日 - 兼 海軍水雷学校教官
- 1934年（昭和9年）4月1日 - 在アメリカ日本大使館附海軍駐在武官府補佐官兼艦政本部造兵監督官兼航空本部造兵監督官
- 1936年（昭和11年）4月10日 - 帰朝
  - 8月10日 - 横須賀海軍航空隊教官
  - 11月16日 - 第二航空戦隊参謀
  - 12月1日 - 任 海軍中佐
- 1937年（昭和12年）12月1日 - 第一航空戦隊参謀
  - 12月15日 - 軍令部第2部第3課員 兼大本営海軍参謀
- 1938年（昭和13年）7月15日 - 兼 海軍大学校教官
  - 7月20日 - 兼 陸軍大学校兵学教官
- 1939年（昭和14年）1月10日 - 免 海軍大学校教官 免 陸軍大学校兵学教官
  - 11月15日 - 第一三航空隊副長
- 1940年（昭和15年）11月1日 - 軍令部出仕
  - 11月15日 - 海軍侍従武官兼軍事参議院幹事
- 1941年（昭和16年）10月15日 - 任 海軍大佐
- 1944年（昭和19年）1月20日 - 横須賀鎮守府附 兼 特務艦「摂津」艦長
  - 2月1日 - 聯合艦隊司令部附
  - 2月15日 - 航空母艦「千代田」艦長
  - 10月25日 - 敵空母艦上機及び敵巡洋艦隊攻撃に因り沈没 戦死　享年45 海軍少将特別進級
- 1968年（昭和43年）6月29日 - 勲二等旭日重光章受章

墓所は横浜市瀬谷区観正寺に所在。

## 参考文書
- 戦史叢書・第56巻 海軍捷作戦（2） (防衛庁防衛研修所戦史部編・朝雲新聞社)
- 侍従武官城 英一郎日記（野村 実編  近代日本史料選書 ・山川出版社）
- 高松宮日記（細川護貞・阿川弘之・大井 篤・豊田隈雄編・中央公論新社） ISBN 4-12-490040-6 C0320
- 細川日記（中央公論新社） ISBN 4-12-000818-5 C0020
- 高木惣吉日記と情報（みすず書房） ISBN 4-622-03506-5 C3031
- 山本五十六（阿川弘之著・新潮社） ISBN 4-10-300415-0 C0093
- 山本五十六再考 (野村實著・中公文庫)
- 米内光政（阿川弘之著・新潮社） ISBN 4-10-300413-4 C0093
- 井上成美（阿川弘之著・新潮社） ISBN 4-10-300414-2 C0093
- 日本陸海軍の制度・組織・人事（日本近代史料研究会編・東京大学出版会）
- 海軍兵学校沿革第2巻（海軍兵学校刊）
- 海軍兵学校出身者名簿（小野崎誠 編・海軍兵学校出身者名簿作成委員会）